# أندرو لاتيمر
أندرو لاتيمر (بالإنجليزية: Andrew Latimer)‏ هو كاتب أغاني وعازف قيثارة بريطاني، ولد في 15 مايو 1947 في غلدفورد في المملكة المتحدة.

## وصلات خارجية
- الموقع الرسمي
- أندرو لاتيمر على موقع ميوزك برينز (الإنجليزية)
- أندرو لاتيمر على موقع ديسكوغز (الإنجليزية)